# Ескадрені міноносці типу «Команданті Медальє д'Оро»
Ескадрені міноносці типу «Команданті Медальє д'Оро» (італ. Classe Comandanti Medaglie d'Oro) — серія ескадрених міноносців ВМС Італії 1940-х років, яка так і не була введена у стрій.
Свої назви кораблі отримали на честь загиблих офіцерів італійського флоту, посмертно нагороджених золотою медаллю «За військову доблесть».

## Історія створення
Ескадрені міноносці типу «Команданті Медальє д'Оро» були розроблені із врахуванням досвіду початкового етапу війни. Розробка почалась наприкінці 1940 року і завершилась у 1942 році.
Всього планувалось побудувати 24, пізніше лише 20 кораблів трьома серіями, але реально встигли закласти лише 9 з них («Comandante Baroni», «Comandante Borsini» і «Comandante  Margottini» на верфі «Odero-Terni-Orlando» в Ліворно, «Comandante Botti» і «Comandante Ruta»   на верфі «Cantieri Ruiniti dell'Adriatico» в Трієсті, «Comandante de Cristofaro» і «Comandante Toscano»  — на верфі «Cantiere  del  Tirrero» в Ріва Трігозо, «Comandante Casana» і «Comandante Dell'Anno» — на верфі «Cantieri Navali Riuniti» в Анконі).
У 1943 році, після капітуляції Італії, всі кораблі були захоплені німцями, але вони не робили спроб добудувати їх.

## Конструкція
Спочатку кораблі розроблялись як модифікований варіант есмінців  типу «Сольдаті». Але згодом вони трансформувались у 2000-тонний корабель з більшими розмірами.
Розглядались різні варіанти розміщення 135-мм гармат (як окремо, так і спарено), але зрештою зупинились на чотирьох одногарматних баштах. Зенітне озброєння складалось 12 x 37-мм гармат «37 mm/54 Breda».
Торпедно-мінне озброєння складалось з 6 строєних 533-мм торпедних апаратів. Есмінець міг нести 52 міни, а також мав 2 бомбомети для глибинних бомб.
Щоб зберегти прийнятну швидкість, потужність силової установки збільшили до 60 000 к.с. Вона складалась з 3 триколекторних парових котлів та 2
парових турбін.

## Представники
| Назва корабля            | Верф                               | На честь кого названий              |
| ------------------------ | ---------------------------------- | ----------------------------------- |
| Comandante Margottini    | O.T.O., Livorno                    | Карло Марготтіні (1899 –1940)       |
| Comandante Baroni        | O.T.O., Livorno                    | Енріко Бароні (1892–1940)           |
| Comandante Borsini       | O.T.O., Livorno                    | Костантіно Борсіні (1906–1940)      |
| Comandante Botti         | C.R.D.A., Monfalcone               | Уго Ботті (1903–1940)               |
| Comandante Casana        | C.N.R., Ancona                     | Костанцо Казана (1900–1942)         |
| Comandante Corsi         | C.R.D.A., Monfalcone               | Луїджі Корсі (1898–1941)            |
| Comandante De Cristofaro | Cantieri del Tirreno, Riva Trigoso | П'єтро де Крістофаро (1900–1941)    |
| Comandante Dell'Anno     | C.N.R., Ancona                     | Франческо дель Анно (1902–1941)     |
| Comandante Esposito      | C.R.D.A., Monfalcone               | Станіслао Еспозіто (1898–1942)      |
| Comandante Fiorelli      | C.R.D.A., Monfalcone               | Уго Фйореллі (1893–1941)            |
| Comandante Fontana       | O.T.O., Livorno                    | Джузеппе Фонтана (1902–1941)        |
| Comandante Giannattasio  | C.R.D.A., Monfalcone               | Вітторіо Джаннанастасіо (1904–1941) |
| Comandante Giobbe        | Cantieri del Tirreno, Riva Trigoso | Джорджо Джоббе (1906–1941)          |
| Comandante Giorgis       | Cantieri del Tirreno, Riva Trigoso | Джорджо Джорджіс (1897–1941)        |
| Comandante Milano        | C.R.D.A., Monfalcone               | Маріо Мілано (1907–1941)            |
| Comandante Moccagatta    | O.T.O., Livorno                    | Вітторіо Моккагатта (1903–1941)     |
| Comandante Novaro        | C.R.D.A., Monfalcone               | Умберто Новаро (1891–1940)          |
| Comandante Rodocanacchi  | O.T.O. , Livorno                   | Джорджо Родоканаккі (1897–1941)     |
| Comandante Ruta          | C.R.D.A., Monfalcone               | Маріо Рута (1911–1940)              |
| Comandante Toscano       | Cantieri del Tirreno, Riva Trigoso | Сальваторе Тоскано (1897–1941)      |